# Stara Synagoga w Lesku
Stara Synagoga w Lesku – pierwsza, drewniana synagoga znajdująca się w Lesku.
Synagoga została zbudowana w XV wieku. Wzmiankowana w 1608 i 1618 roku. Na jej miejscu w latach 1626–1654 stanęła nowa, murowana synagoga.